# Vražda Sharon Tate
Vražda Sharon Tate, resp. případ Tate–LaBianca je souhrnný název případů vražd ze srpna 1969, kdy bylo fanatickou skupinou „Rodina“ Charlese Mansona během dvou následujících nocí na jeho příkaz zabito sedm lidí: Abigail Folger, Wojciech Frykowski, Steven Parent, Jay Sebring, Sharon Tate (těhotná), Leno LaBianca a Rosemary LaBianca.

## 8. srpen

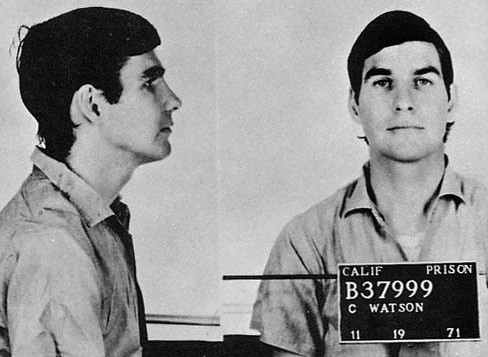
Tex Watson, 1971

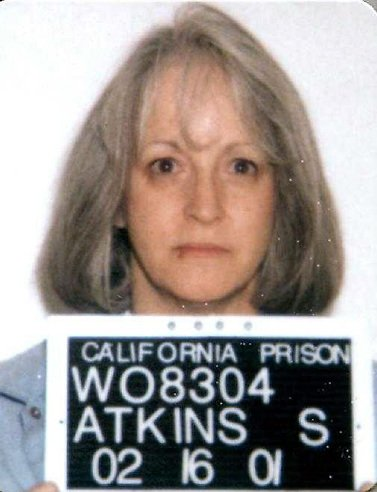
Susan Atkinsová, 2001

Tex Watson, Susan Atkinsová, Patricia Krenwinkelová a Linda Kasabianová se večer 8. srpna vydali žlutým Fordem z roku 1969 ze Spahnova ranče do Cielo Drive. Před zavřenou elektronickou branou Watson vylezl z auta, vylezl na telefonní stožár a přestřihl dráty, které vedly k oběma domům na pozemku. Poté autem sjeli dolů z kopce a vrátili se nahoru pěšky. Přelezli plot a Watson dívkám řekl, že půjdou do domu, kde kdysi bydlel Terry Melcher a všechny tam zabijí. Proti skupině čtyř vrahů přijížděl autem Steve Parent, který byl krátce na návštěvě u Williama Garretsona, který dočasně přebýval v domu pro hosty. Watson se vyřítil ze stínu k Parentově staženému okénku, nožem mu způsobil tržnou ránu na levé paži a vypálil na něj čtyři rány z pistole. Poté Watson zařadil neutrál a odtlačil auto kousek dolů po příjezdové cestě. Pak pokračovali dál k domu. Kasabianová se vrátila hlídat k bráně, kdyby výstřely někdo slyšel. Do domu vlezli oknem, vedoucím do vstupní chodby.
V obývacím pokoji spal na gauči Wojciech Frykowski, kterého Watson kopnutím omráčil a následně mu Atkinsová svázala ruce za zády ručníkem. Watson dal Atkinsové za úkol, ať se rozhlédne po domě, aby zjistili, kdo všechno v domě je. Atkinsová našla Abigail Folgerovou v ložnici pro hosty a Sharon Tateovou s Jayem Sebringem, kteří si povídali v hlavní ložnici. Všechny je přivedla do obývacího pokoje za Watsonem a Krenwinkelové. Watson Sebringovi provazem svázal ruce, další smyčku uvázal kolem krku a druhý konec omotal kolem trámu u stropu. Watson ovinul lano rovněž kolem krku Tateové, proti čemuž měl Sebring námitky, a tak ho Watson střelil do břicha. Následně všem oznámil, že chce jejich peníze. Folgerová prozradila, že má peníze ve svém pokoji a v doprovodu Atkinsové pro ně šla. Bylo to asi jen 70 dolarů, což Watsona rozzuřilo a v návalu hněvu začal bodat do ležícího Sebringa. Potom všem oznámil, že zemřou. To už se Frykowskému podařilo uvolnit ruce a začal zápasit s Atkinsovou. Frykowskému se podařilo vyběhnout ven na trávník, ale upadl a Watson na něj skočil a bodal ho, dokud si nebyl jistý, že je mrtvý. Mezitím z domu utekla Folgerová, ale venku na trávníku ji dostihla Krenwinkelová, vrhla se na ni a několikrát ji bodla. Watson řekl, že se o Folgerovou postará a poručil Krenwinkelové, aby zabila všechny v domě pro hosty. Krenwinkelová šla směrem k domu, ale když byla Watsonovi z dohledu, počkala a vydala se zpět oznámit, že v domě nikdo není. Atkinsová zatím hlídala Tateovou. Když přišli Watson a Krenwinkelová, Tateová začala prosit o život svého nenarozeného dítěte. Atkinsová ji držela, zatímco Watson do Tateové bodal nožem. Manson jim před odjezdem řekl, aby za sebou zanechali znaky, které by připomínaly Hinmanovu smrt, a tak Atkinsová napsala na vstupní dveře zvenku výraz PIG (prase).

## 10. srpen

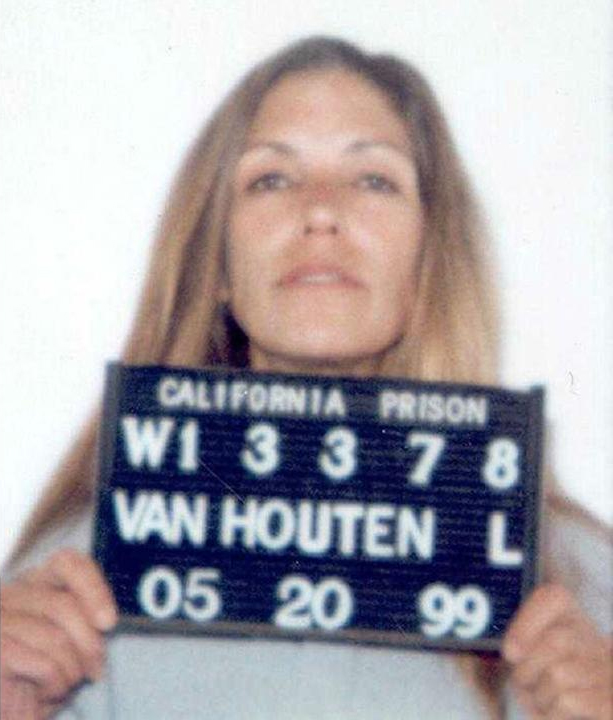
Leslie Van Houten, 1999

Dalšími oběťmi Rodiny se stali obchodníci Leno a Rosemary LaBiancovi na Waverly Drive 3301. Stalo se tak 10. srpna 1969, tedy den po masakru v Cielo Drive. Manson s Watsonem se vloupali do jejich domu, kde probudili manžele a svázali je v obývacím pokoj. Manson jim řekl, že se jim nic nestane. Poté, co je oloupili o vše cenné, Manson opustil dům a na místo dorazila Patricie Krenwinkel a Leslie Van Houten. Rosemary byla přemístěna do ložnice, mezitímco Watson začal bodat Lena. Leno křičel a Rosemary se snažila utéci, ale Watson, Krenwinkel a Van Houten přiběhli do ložnice a Rosemary 41 zásahy ubodali. Leno ještě žil a Watson se vrátil do obývacího pokoje dokončit svou práci. Na Lenovo břicho vyřezal nápis „WAR“ (válka) a zabodl mu do břicha vidličku. Krenwinkel a Van Houten Lenovou krví po domě napsali nápisy jako „Smrt prasatům“ (Death to pigs) a další, což mělo podpořit verzi rituální vraždy.
Dalšího večera zavolal syn Frank LaBianca své sestře Susan, protože mu rodiče neodpovídali a později našli nápisy a mrtvé rodiče. Zpočátku byl tento případ s událostí na Cielo Drive spojován pouze jako okopírovaná vražda. Že mají tyto dvě události stejné pachatele, vyšlo najevo až po zatčení několika členů Rodiny za krádeže aut.